# Jo Jin-Mi
Jo Jin-Mi (15 de noviembre de 2004) es una deportista norcoreana que compite en saltos de plataforma.
Participó en los Juegos Olímpicos de París 2024, obteniendo una medalla de plata en la prueba de plataforma 10 m sincro (junto con Kim Mi-Rae).
Ganó cuatro medallas en el Campeonato Mundial de Natación, en los años 2024 y 2025.

## Palmarés internacional
| Juegos Olímpicos   | Juegos Olímpicos    | Juegos Olímpicos  | Juegos Olímpicos             |
| Año                | Lugar               | Medalla           | Prueba                       |
| ------------------ | ------------------- | ----------------- | ---------------------------- |
| 2024               | París (Francia)     | Medalla de plata  | Plataforma 10 m sincro       |
| Campeonato Mundial |                     |                   |                              |
| Año                | Lugar               | Medalla           | Prueba                       |
| 2024               | Doha (Catar)        | Medalla de plata  | Plataforma 10 m sincro       |
| 2024               | Doha (Catar)        | Medalla de plata  | Plataforma 10 m sincro mixto |
| 2025               | Singapur (Singapur) | Medalla de plata  | Plataforma 10 m sincro mixto |
| 2025               | Singapur (Singapur) | Medalla de bronce | Plataforma 10 m sincro       |